# 김동수 (작가)
김동수(1978년 7월 3일~)는 대한민국의 그림책 작가이다. 대표작으로는 《감기 걸린 날》, 《엄마랑 뽀뽀》, 《잘 가, 안녕》이 있다.

## 생애
1978년 대한민국 대전에서 태어났다. 김동수는 어린 시절부터 그림 그리는 것을 좋아했고 동덕여자대학교에서 서양화를 전공했다. 대학 3학년 때 학교 정기간행물실에서 <월간 일러스트>에 실린 그림책 작가들의 작품들을 우연히 보게 된 후 그림책 작가의 꿈을 꾸게 됐다. 2001년 한국출판미술대전에서 《고무동력기여행》으로  대상을 받았고, 2002년 《감기 걸린 날》로 보림창작그림책공모전에서 우수상을 받으며 본격적으로 그림책 작가의 길을 걷게 되었다. 간결하고 진솔한, 관습에 얽매이지 않는 대범하고 천진한 작품으로 어린이의 눈과 마음으로 그림을 그리는 작가라는 평가를 받고 있다. 현재 남편, 딸과 함께 경기도 성남에서 살고 있다.

## 경력
《천하무적 고무동력기》는 2001년 한국출판미술협회가 주최한 한국출판미술대전에서 대상을 받았다. 《감기 걸린 날》은 2002년 제3회 보림창작그림책공모전에서 우수상을 받았다. 《천하무적 고무동력기》는 2005년 프랑크푸르트 국제도서전에서 한국의 그림책 100선에 선정되었고 《엄마랑 뽀뽀》는 2009년 도쿄 국제도서전과 2010년 볼로냐 국제아동도서전에 소개되면서 여러 나라로부터 러브콜을 받았다. 《감기 걸린 날》, 《천하무적 고무동력기》, 《엄마랑 뽀뽀》는 2016년 과달라하 국제도서전에서 "세계에서 인정받은 한국 그림책 49" 주제로 전시하였고 이들은 2016년 파리 국제도서전에서도 한국을 대표하는 130권의 그림책으로 소개되어 seven emotion in 130 picturebooks 전시를 하였다. 《잘 가, 안녕》은 2017년 BIB 한국출품작으로 선정되었고 이스탄불 국제도서전에서 “세계에서 인정받은 한국 그림책 58” 주제로 터키 독자들에게 소개되었다.  2019년 예테보리 국제도서전 주빈국관 한국의 그림책 50으로 선정되었다. 《엄마랑 뽀뽀》, 《잘 가, 안녕》은 2022년 보고타 국제도서전 주빈국관 한국의 그림책 100에 선정되었다.

## 스타일
김동수는 화선지에 먹, 구아슈, 수채물감, 수채색연필을 사용해서 채색한다. 어린이들의 엉뚱한 생각이나 걱정거리에 관심이 많으며 단순하고 소박한 그림이 특징이다. 《감기 걸린 날》은 ‘어린이의 눈과 마음을 열어주는 아름다운 그림책’이라는 평을 받았다. 《잘가 안녕》은 로드킬 당한 동물을 애도하는 작가의 진심이 잘 담겨있다. 로드킬을 직접적으로 본 순간이었고 경험과 기억들이 아이디어의 원천이 된다,
김동수의 sns에 따르면 동물 등장인물 중 제일 좋아하는 동물은 오리이다. 오리는 《감기 걸린 날》과 《잘가 안녕》에서 중요한 역할을 맡고 있으므로 다른 동물들보다 정이 가기 때문이라고 한다. 오리는 김동수가 살고 있는 동네 천변에서 자주 볼 수 있는 친근한 동물이다. 그녀는 자신의 작품이 아이들에게 처음 사귄 친구 같은 책으로 기억되기를 바란다.

## 수상
- 2002 제3회 보림창작그림책공모전 우수상 – 감기 걸린 날
- 2001 한국출판미술협회 주최 한국출판미술대전 대상 – 천하무적 고무동력기

## 작품
- 2016 잘 가, 안녕 (보림) ISBN 9788943310509
- 2008 엄마랑 뽀뽀 (보림) ISBN 9788943307219
  - 2009 あかちゃんとちゅ (ブロンズ新社, Japan) ISBN 9784893094780
  - 2014 和妈妈亲亲 (北京科学技术出版社, China) ISBN 9787530479230
  - 2015 寶貝親親 (尖端出版社, Taiwan) ISBN 9789571062280
- 2005 천하무적 고무동력기 (보림) ISBN 9788943305567
- 2002 감기 걸린 날 (보림) ISBN 9788943304799
  - 2004 かぜひいちゃった日 (海外秀作絵本, Japan) ISBN 9784265068128
  - 2006 Un Rhume...au Plum' (LETTR’ANGE, France) ISBN 9782915572056
  - 2007 感冒的日子 (上誼文化, Taiwan) ISBN 9789577624338

## 글 작가와의 협업 작품
- 2021 문수의 비밀 (창비) ISBN 9788936455705
- 2018 머리 감는 책 (보림) ISBN 9788943311797
  - 2020 这祥洗头最开心 (小魯文, Taiwan) ISBN 9789862119884
  - 2020 这祥洗头最开心 (青岛出版社, China) ISBN 9787555292272
- 2011 학교 가는 날 (보림) ISBN 9788943308827
- 2006 할머니 집에서 (보림) ISBN 9788943306120